# 趙允秀
趙允秀（韓語：조윤수，1998年7月21日—），韓國女演員。

## 影視作品

### 劇集
| 年份 | 播放平台   | 劇名                     | 角色   | 備註  |
| 2019 | CheezeFilm | 《和朋友接吻是什麼感覺》 | 允秀   |       |
| 2020 | Kakao TV   | 《戀愛革命》             | 朴秀珍 |       |
| 2020 | tvN        | 《女神降臨》             | 李妍智 |       |
| 2022 | Netflix    | 《少年法庭》             | 尹恩貞 | [ 2 ] |
| 2022 | tvN        | 《殺人者的購物目錄》     | 權寶妍 | [ 3 ] |
| 2022 | JTBC       | 《愛情的理解》           | 車善宰 | [ 4 ] |
| 2024 | Disney+    | 《暴君》                 | 蔡姿景 | [ 5 ] |
| 2025 | Disney+    | 《操控遊戲》             | 盧恩妃 | [ 6 ] |

### 電影
| 年份 | 片名     | 角色   | 備註     |
| 2020 | 《藍鳥》 | 尹善花 | 短篇電影 |

## 獎項榮譽
| 年份 | 頒獎典禮                      | 獎項                    | 作品     | 結果 |
| 2024 | 第6屆亞洲內容大獎&全球OTT大獎 | 最佳新人女演員          | 《暴君》 | 提名 |
| 2024 | 第6屆亞洲內容大獎&全球OTT大獎 | 新星獎                  | 《暴君》 | 獲獎 |
| 2024 | Asia Model Awards             | 新人演員獎              | 《暴君》 | 獲獎 |
| 2024 | 第10屆APAN Star Awards        | 女子新人獎              | 《暴君》 | 提名 |
| 2025 | 第61屆百想藝術大獎            | 放送部門 女子新人演技獎 | 《暴君》 | 提名 |

## 外部連結
- 趙允秀的Instagram帳戶
- 趙允秀在NAVER上的资料
- 趙允秀在Daum上的资料
- 趙允秀在互联网电影资料库（IMDb）上的資料（英文）
- 趙允秀在HanCinema的頁面（英文）